# Homolka (Jizerská tabule)
Homolka (244 m n. m.) je vrch v okrese Mladá Boleslav Středočeského kraje. Leží asi 0,7 km jihovýchodně od Brodců na příslušném katastrálním území.

## Popis vrchu
Je to krátký hřbítek protažený ve směru západ–východ na svrchnokřídových vápnito-jílovitých pískovcích a dalších zpevněných sedimentech pokrytých štěrkopískem a odvalem. Vrch leží na mírném levém svahu údolí Jizery. Na vrcholu stojí telekomunikační vysílač. Vrcholové partie jsou porostlé smíšeným lesem, svahy pokrývá orná půda. Pod západním svahem prochází dálnice D10.

## Geomorfologické zařazení
Vrch náleží do celku Jizerská tabule, podcelku Dolnojizerská tabule, okrsku Košátecká tabule a podokrsku Starobenátecká tabule.

## Přístup
Po polní cestě vedoucí východně od vrchu kolmo na linii hřbetu je přístup pěšky, na kole či motorovým vozidlem.